# Chiesa di Santa Barbara al Forte spagnolo
La chiesa di Santa Barbara al Forte spagnolo, già chiesa di Santa Maria della Pietà, è una chiesa scomparsa dell'Aquila, anticamente situata all'interno del Forte spagnolo, nel quarto di Santa Maria.

## Storia
L'edificazione della cappella si fa risalire al periodo immediatamente successivo alla costruzione del Forte spagnolo, nel XVI secolo. Inizialmente nota con il nome di Santa Maria della Pietà (poi utilizzato per la chiesa oggi nota con il nome di Santa Caterina da Siena) venne radicalmente restaurata all'inizio del XVII secolo da Baldassare Zuñica (o Zuniga) — governatore del Forte spagnolo dal 1606 al 1630, già promotore dell'edificazione della chiesa del Crocifisso — che la intitolò a Santa Barbara. Tale intitolazione è forse riconducibile ad una precedente chiesa edificata dai castellani di Aragno all'interno del proprio locale, in seguito distrutta per la realizzazione della fortezza. 
La cappella di Santa Barbara veniva regolarmente utilizzata sia dal personale interno del Forte spagnolo sia dai cittadini aquilani, come testimoniato dal registro dei battesimi e dei matrimoni. L'importanza della cappella era tale che alla Compagnia di Santa Barbara venne affidata, per lungo tempo, il compito di portare la statua della Santa durante la processione di Santa Maria Paganica.
La chiesa di Santa Barbara cessò le sue funzioni nel 1870, in seguito all'Unità d'Italia. Nel secolo successivo, con i cambi di destinazione d'uso del Forte spagnolo, fu smantellata ed oggi non è più esistente.

## Descrizione
La chiesa di Santa Barbara era situata al piano terra del Forte spagnolo. L'accesso principale era dal porticato della fortezza mentre un secondo ingresso, tramite una scalinata segreta, permetteva il collegamento diretto con il piano nobile dove erano di stanza gli alti ufficiali; la scalinata, fatta decorare con pitture trompe-l'œil da Baldassare Zuñica, è ancora oggi visibile dalla Sala V del Museo nazionale d'Abruzzo.
Dell'aula rimangono invece pochissime notizie storiche ed un solo resto, la nicchia d'altare. Il suo patrimonio artistico doveva comunque essere considerevole e comprendeva alcuni dipinti degni di nota, quali ad esempio la Deposizione dalla Croce (oggi nella collezione del museo aquilano), l'Immacolata, la Madonna della Pace e la Madonna della Stella.